# Baranavická rovina
Baranavická rovina (bělorusky Баранавіцкая раўніна, rusky Барановичская равнина) je planina v Bělorusku, na severu Brestské oblasti a na jihu Hrodenské oblasti. Od západu na východ má 90 km, od severu k jihu 60 km. Průměrná nadmořská výška se pohybuje od 180 do 190 m, maximálně 218 m (nedaleko obce Kanjuchi v Ljachavickém rajónu). Zaujímá oblast o rozloze 2 200 km².
Rovinatý povrch planiny zformovala voda z ledovců. Na severovýchodě leží jezerní a ledovcová pánev Kaldyčaŭského jezera, kterou protéká řeka Ščara. Lesy pokrývají 31 % území planiny. Ve střední části se nacházejí dva velké masivy borových listnatých lesů. Na území planiny leží dvě státní přírodní rezervace: Baranavická a Slonimská biologická rezervace.